# Nazaland
Albums de Naza
Gros bébé
(2020)
Singles
1. Kulule
Sortie : 19 avril 2024
2. Quillé (feat. Ninho)
Sortie : 10 mai 2024
3. Tibili
Sortie : 12 septembre 2024
4. Obrigado
Sortie : 15 novembre 2024
5. On va
Sortie : 18 avril 2025

Nazaland est le cinquième album studio du rappeur français Naza sorti le 21 juin 2024.

## Genèse
Le 23 mai 2024, Naza annonce la sortie de l'album pour le 21 juin accompagné de l'humoriste Redouane Bougheraba.
Le 5 juin 2024, il dévoile la tracklist de l'album. Il est composé de 14 titres dont six featurings avec Tiakola, Tayc, Maes, Ninho, KeBlack et Jul.
En première semaine, l'album se vend à 5 711 exemplaires.

## Liste des pistes
| Édition standard | Édition standard             | Édition standard | Édition standard                    | Édition standard | Édition standard | Édition standard | Édition standard | Édition standard | Édition standard |
| No               | Titre                        | Auteur           | Compositeur(s)                      | Durée            |                  |                  |                  |                  |                  |
| ---------------- | ---------------------------- | ---------------- | ----------------------------------- | ---------------- | ---------------- | ---------------- | ---------------- | ---------------- | ---------------- |
| 1.               | Ma raison                    | Naza             | Max & Seny                          | 2:03             |                  |                  |                  |                  |                  |
| 2.               | Une histoire (feat. Tiakola) | Naza, Tiakola    | Nyadjiko, Sam Heaven                | 2:53             |                  |                  |                  |                  |                  |
| 3.               | Kulule                       | Naza             | Aznar, Binguy, Chris Agat You       | 2:37             |                  |                  |                  |                  |                  |
| 4.               | Mobali                       | Naza             | Binguy, Le Brinx, Le White, TUDOBEN | 3:10             |                  |                  |                  |                  |                  |
| 5.               | Tu es à moi (feat. Tayc)     | Naza, Tayc       | Nyadjiko                            | 3:21             |                  |                  |                  |                  |                  |
| 6.               | Doucement                    | Naza             | Aznar, Chris Agat You               | 2:12             |                  |                  |                  |                  |                  |
| 7.               | Bobo (feat. Maes)            | Naza, Maes       | Binguy                              | 3:03             |                  |                  |                  |                  |                  |
| 8.               | Holà                         | Naza             | Shiruken Music                      | 2:23             |                  |                  |                  |                  |                  |
| 9.               | Anidja                       | Naza             | Binguy, Moons                       | 3:02             |                  |                  |                  |                  |                  |
| 10.              | Quillé (feat. Ninho)         | Naza, Ninho      | Shiruken Music                      | 2:58             |                  |                  |                  |                  |                  |
| 11.              | Whippin                      | Naza             | P.Prod, Sam Heaven                  | 2:46             |                  |                  |                  |                  |                  |
| 12.              | Piano (feat. KeBlack)        | Naza, KeBlack    | Binguy, Ghenda                      | 3:14             |                  |                  |                  |                  |                  |
| 13.              | En panne (feat. Jul)         | Naza, Jul        | Binguy, Yopsy                       | 2:53             |                  |                  |                  |                  |                  |
| 14.              | Maman                        | Naza             | TUDOBEN                             | 2:35             |                  |                  |                  |                  |                  |
| 39:10            |                              |                  |                                     |                  |                  |                  |                  |                  |                  |

| Bonus | Bonus    | Bonus  | Bonus                         | Bonus | Bonus | Bonus | Bonus | Bonus | Bonus |
| No    | Titre    | Auteur | Compositeur(s)                | Durée |       |       |       |       |       |
| ----- | -------- | ------ | ----------------------------- | ----- | ----- | ----- | ----- | ----- | ----- |
| 15.   | Tibili   | Naza   | Binguy, Dr. Yaro, TUDOBEN     | 2:15  |       |       |       |       |       |
| 16.   | Obrigado | Naza   | Binguy, Don Jordy, Sam Heaven | 2:19  |       |       |       |       |       |
| 17.   | On va    | Naza   | Binguy, Jak                   | 2:24  |       |       |       |       |       |
| 6:58  |          |        |                               |       |       |       |       |       |       |

## Clips vidéos
- Kulule : 19 avril 2024
- Quillé (feat. Ninho) : 10 mai 2024
- Une histoire (feat. Tiakola) : 21 juin 2024
- Obrigado : 15 novembre 2024
- On va : 18 avril 2025

## Titres certifiés en France
- Une histoire (feat. Tiakola)  Or[4]

## Certifications et classements

### Classements hebdomadaires
| Classements (2024)           | Meilleure position |
| ---------------------------- | ------------------ |
| France (SNEP)                | 7                  |
| Belgique (Wallonie Ultratop) | 19                 |
| Suisse (Schweizer Hitparade) | 27                 |